# Georg Marggraf

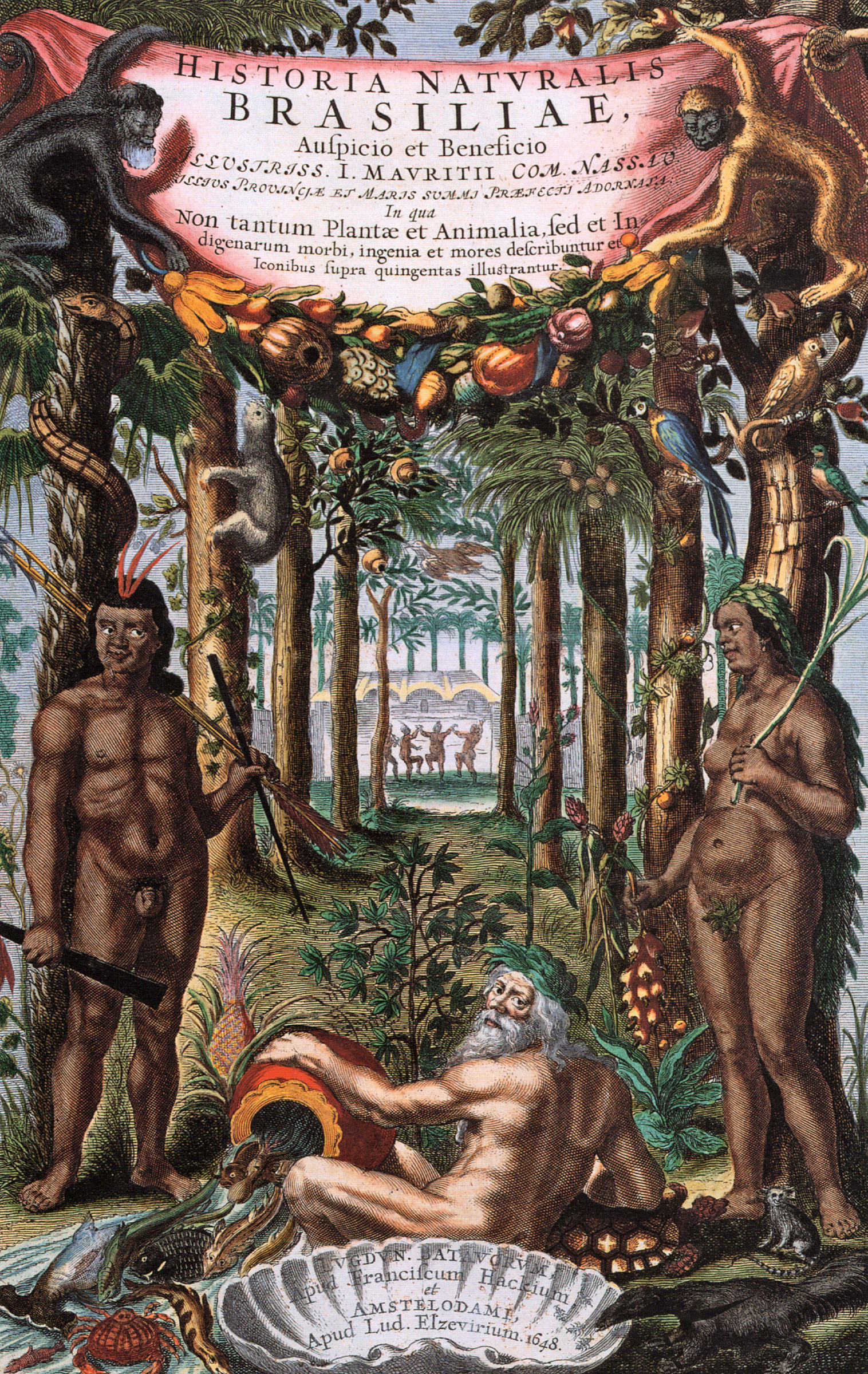
Historia Naturalis Brasiliae, Willem Piso und Georg Marggraf 1648

Georg Marggraf auch Marcgrave, Marcgraf oder Markgraf, (* 20. September 1610 in Liebstadt, Kursachsen; † Juli / August 1644 in São Paulo de Loanda, Angola) war ein deutscher Naturforscher und Forschungsreisender in Südamerika im 17. Jahrhundert. Sein offizielles botanisches Autorenkürzel lautet „Marcgr.“.

## Leben und Wirken
Der Sohn eines Schulmeisters und Organisten begann 1627 ein mehrjähriges Studium der Mathematik, Botanik, Astronomie, Chemie und Medizin, wobei er die Universitäten in Straßburg, Basel, Ingolstadt, Altdorf, Erfurt, Wittenberg, Leipzig, Greifswald, Rostock, Stettin und Leiden besuchte.
1638 nahm er als einer der jüngsten Teilnehmer zusammen mit anderen Wissenschaftlern und Künstlern wie Willem Piso, Frans Post und Albert Eckhout an der mehrjährigen Brasilien-Expedition des Fürsten Johann Moritz von Nassau-Siegen teil.
Dabei kartierte er drei Jahre lang die Küste zwischen dem 5. und 11. Breitengrad. Mehrere Exkursionen führten Marggraf auch ins Innere des Landes zwischen dem Rio Grande im Norden und dem Rio São Francisco im Süden. Während dieser Exkursionen trieb er umfangreiche Studien über Astronomie und Botanik und führte Wetterbeobachtungen und -aufzeichnungen durch. Dabei verfasste er u. a. die erste wissenschaftliche Beschreibung einer Sonnenfinsternis in der Neuen Welt (3./13. November 1640). An der Konzeption eines zoologisch-botanischen Gartens in Recife war er maßgeblich beteiligt.
Marggraf starb 1644 im Alter von 34 Jahren in S. Paulo de Loanda (Angola) an Tropenfieber.
Seine wissenschaftlichen Aufzeichnungen gelangten nach seinem Tod über Moritz von Nassau nach Europa und von dort in verschiedene Hände, weite Teile sind bis heute verschollen. Johannes de Laet, der Marggraf für die Brasilien-Expedition empfohlen hatte, verarbeitete dessen Aufzeichnungen in Historia Naturalis Brasiliae. Ein Teil seiner Karten wurden in Kupfer gestochen und im Atlas Basiliensis herausgegeben. Einige der Flussläufe sind weit bis ins Landesinnere dargestellt. Noch weit bis ins 18. Jahrhundert prägten seine Karten das Bild Brasiliens. Verschollen blieb dagegen ein Großteil der mathematisch-astronomischen Aufzeichnungen. Dabei ist es gerade in diesem Wissenschaftsbereich möglich, dass Marggraf hier Beobachtungen niederschrieb, die zum Teil erst Jahrzehnte später publiziert wurden, wie z. B. das erste Sternenverzeichnis des Südhimmels (vorgelegt 1679 von Edmond Halley).
Von Marggraf stammen wohl auch die zwei Bände der Libri Principis, Libri Picturati A 36-37, die heute zusammen mit dem vierbändigen Theatrum rerum naturalium Brasiliae sowie den Miscellanea Cleyeri aus dem Besitz der Staatsbibliothek zu Berlin in der Jagiellonischen Bibliothek verwahrt werden.

### Marggrafs Herbarium
Marggraf hatte während seiner Brasilienzeit ein umfangreiches Herbarium angelegt, das neben den Zeichnungen von Albert Eckhout als Vorlage für Abbildungen in der 1648 erschienenen Historia Naturalis Brasiliae diente. 1653 war es in den Besitz von Villum Worm (1633–1704) gelangt und von ihm an den dänischen König Frederik III. 1783 wurde es schließlich dem Botanischen Institut Kopenhagen übereignet, wo es noch heute in Gebrauch ist. Es enthält 173 Pflanzen und einige weitere sind verstreut. Carl von Linné bemerkte 1751 über Marggraf und sein Herbarium: „Er macht gute Schilderungen, eine hervorragende Sammlung.“
Eines der Exemplare des Herbarium vivum Brasilianum (mit getrockneten Pflanzen), das Georg Marcgraf in situ in Neu-Holland (Brasilien) angelegt hatte, befand sich auch im Besitz des Danzigers Jacob Breyne (1637-1697) und ging später in den Besitz seines Sohnes Johann Philipp Breyne (1680-1764) über. Letzterer verlieh das Herbarium in der dritten Dekade des 18. Jahrhunderts an den britischen Botaniker William Sherard (1659–1728), der an seinem Werk Pinax arbeitete. Infolge von Sherards frühem Tod kehrte das Herbarium jedoch niemals nach Danzig zurück.

### Problematisches Verhältnis zu Willem Piso
Das Verhältnis zwischen den beiden Wissenschaftlern Georg Marggraf und Willem Piso wurde im Laufe des Brasilienaufenthaltes immer angespannter und Piso wurde später vorgeworfen, teilweise bei Marggraf abgeschrieben zu haben. Diese Vorwürfe sind mitunter sehr tendenziös, während Carl von Linné zum direkten Vergleich der beiden Autoren aufforderte.
Tatsache ist aber, dass Johannes de Laet, der Herausgeber des ersten gemeinsamen Werkes von 1648, große Probleme hatte, Marggrafs stark verschlüsselte Texte und weitgehend ungeordnete im Feld gemachten Notizen zu entziffern und zu ordnen. Er fügte eigenständig zahlreiche Ergänzungen und Hinweise auf den jeweils anderen Autor hinzu. Auch ist er für wortgleiche Passagen verantwortlich. Bei näherer Analyse lassen sich die Anteile Pisos und Marggrafs durchaus voneinander abgrenzen, wie das jüngst exemplarisch für die Paradiesnuss Lecythis pisonis und die Mangrovenbaumkrabbe Aratus pisonii erfolgte.
Wie eng zusammenhängend das Werk beider Forscher von späteren Naturwissenschaftlern wie Carl Friedrich Philipp von Martius eingeschätzt wurde, zeigt unter anderem die Tatsache, dass einige Tier- und Pflanzenarten nach beiden benannt wurden.

## Ehrungen
Charles Plumier benannte ihm zu Ehren die Gattung Marcgravia der Pflanzenfamilie der Marcgraviaceae. Carl von Linné übernahm später diesen Namen.

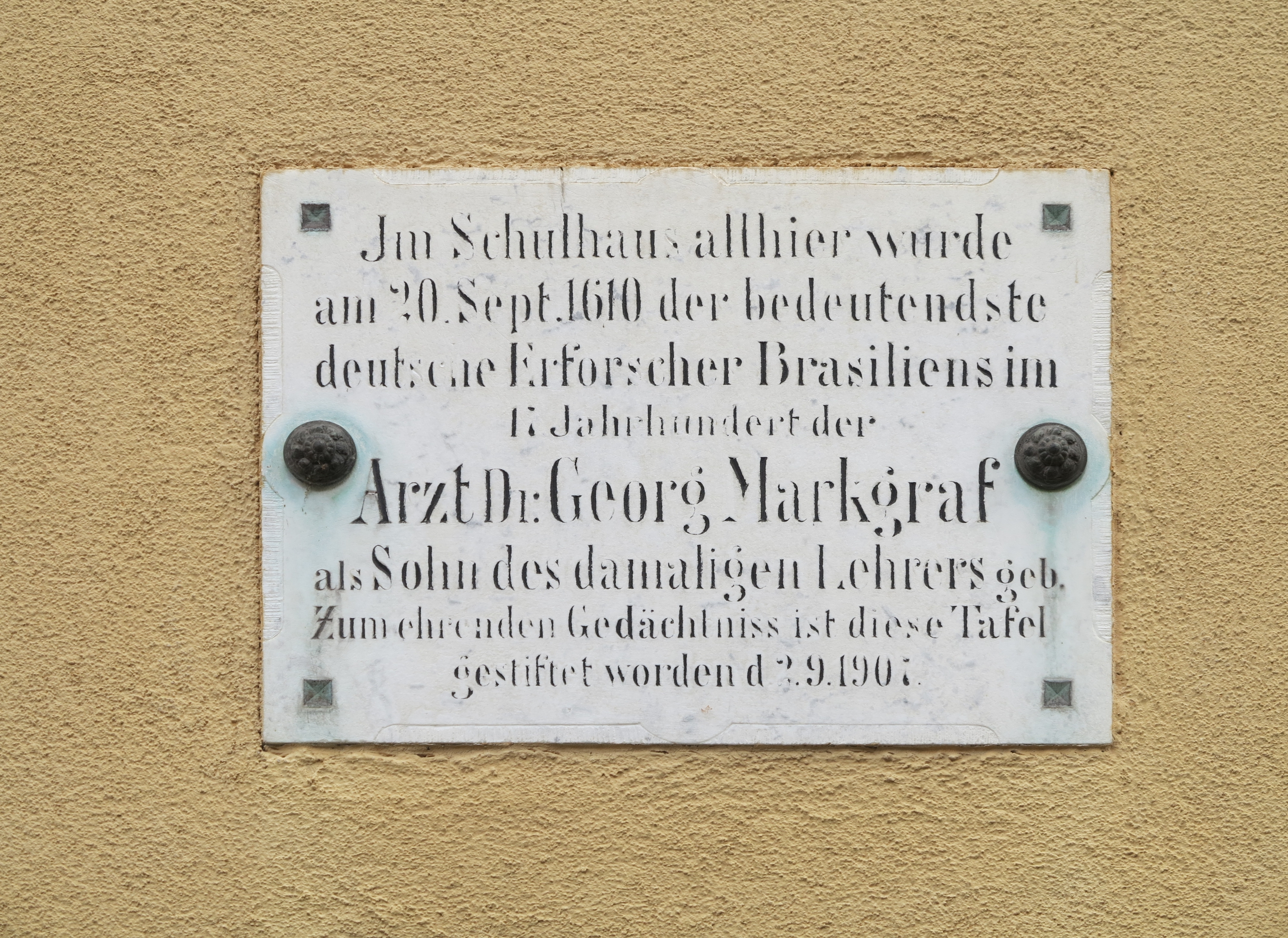
Gedenktafel von 1907 am Geburtshaus, Foto Juli 2025

Am Geburtshaus in Liebstadt wurde 1907 eine Gedenktafel angebracht. 

## Schriften (Auswahl)
- Historiae rervm natvralivm Brasiliae, libri octo. In: Historia naturalis Brasiliae. Leiden / Amsterdam 1648.
  - História Natural do Brasil. Rio de Janeiro 1942.
- Tractatus Topographicus & Meteorologicus Brasiliae, cum Eclipsi Solari; Quibus addit sunt Illius & Aliorum Commentarii De Brasiliensium & Chilensium Indole & Lingua. In: Willem Piso: De Indiae utriusque re Naturali et Medica. Amsterdam 1658, S. 1–39 (nach Buch VI Pisos).